# Кастанья (печера)
Кастанья,бпечера Святого Андрія (названа на честь прилеглої маленької церкви) — печера в горах Парнон, що в Лаконії (Греція).

## Історія відкриття
На початку минулого століття пастух Костас Стівачтіс спостерігав за бджолами, що влітали в невеликий отвір в пошуках води. Незабаром він знайшов вхід до печери. Знаючи це пастух і його нащадки викристовували печеру для отримання води. Але в 1958 р. коли пастух побачив листівку з зображенням печери вона вже була широко відома.

## Фауна печери
Тут можна зустріти сліпих та глухих комах Dolichopoda makrykapa.